# Max Walters
Stuart Max Walters (né à Oughtibridge, Sheffield, Yorkshire, le 23 mai 1920 et mort à Grantchester, Cambridgeshire, le 11 décembre 2005) est un botaniste et universitaire britannique. 

## Biographie
Objecteur de conscience pendant la Seconde Guerre mondiale, il travaille comme infirmier dans les hôpitaux de Sheffield et Bristol. Conservateur de l'herbier de l'école de botanique de l'Université de Cambridge de 1949 à 1973, maître de conférences en botanique de 1962 à 1973, il est également directeur du jardin botanique de l'université de Cambridge pendant les dix années précédant sa retraite, de 1962 à 1973. Il lui consacre d'ailleurs un ouvrage historique. Stuart Max Walters est aussi chercheur au Collège St John à Cambridge de 1948 à 1951 et membre du King's College de 1964 à 1984.
Il est l'auteur de nombreux livres sur les plantes et les fleurs, en particulier de l'Atlas de la flore britannique en 1964 (avec Franklyn Perring ) et, en tant que co-éditeur, de Flora Europaea . Il  écrit deux livres faisant référence pour la bibliothèque New Naturalist : Wild Flowers (1954, co-écrit avec John Gilmour ) et Mountain Flowers (1956, avec John Raven ). Il s'implique également fortement dans la gestion du site de Wicken Fen et les travaux de recherche qui y sont menés. Après sa retraite, en 2001, il écrit une biographie du professeur et ami de Darwin, John Stevens Henslow.
Chrétien engagé, Walters s'investit beaucoup dans les activités locales de l'Église d'Angleterre (il est marguillier à Grantchester pendant de nombreuses années) et dans l'application des principes chrétiens à la vie nationale et sociale. Socialiste et pacifiste chrétien, il est un membre éminent de Fellowship of Reconciliation, qui regroupe des organisations religieuses non violentes. Il fait également campagne pour le désarmement nucléaire.